# Ritterleithen
Ritterleithen (oberfränkisch: Riddelaidn) ist ein Gemeindeteil der Gemeinde Harsdorf im Landkreis Kulmbach (Oberfranken, Bayern). Ritterleithen liegt in der Gemarkung Harsdorf.

## Geographie
Die Einöde Ritterleithen liegt in direkter Nachbarschaft zu Haselbach und Brauneck im Süden. Die Orte liegen in Hanglage zu der Talmulde des Haselbachs. Ein Anliegerweg führt zu einer Gemeindeverbindungsstraße, die südöstlich nach Brauneck bzw. nördlich nach Zettmeisel verläuft.

## Geschichte
Der Ort wurde 1716 als „Ritterleiten“ erstmals namentlich erwähnt. Das Bestimmungswort ist Ritter, wohl der Familienname des damaligen Besitzers der Einöde. Das Grundwort Leite entspricht der Lage des Ortes.
Gegen Ende des 18. Jahrhunderts bestand Ritterleithen aus einem Anwesen. Das Hochgericht übte das bayreuthische Stadtvogteiamt Kulmbach aus. Das Stiftskastenamt Himmelkron war Grundherr des Söldengutes.
Von 1797 bis 1810 unterstand der Ort dem Justiz- und Kammeramt Kulmbach. Mit dem Gemeindeedikt wurde Ritterleithen dem 1811 gebildeten Steuerdistrikt Harsdorf und der 1812 gebildeten gleichnamigen Ruralgemeinde zugewiesen.

### Einwohnerentwicklung
| Jahr      | 001809 | 001818 | 001861 | 001871 | 001885 | 001900 | 001925 | 001950 | 001961 | 001970 | 001987 |
| Einwohner | 6      | 4      | 7      | 8      | 7      | 8      | 8      | 6      | 5      | 6      | 6      |
| Häuser    |        | 1      |        |        | 1      | 1      | 1      | 1      | 1      |        | 1      |
| Quelle    | [ 11 ] | [ 8 ]  | [ 12 ] | [ 13 ] | [ 14 ] | [ 15 ] | [ 16 ] | [ 17 ] | [ 18 ] | [ 19 ] | [ 1 ]  |

## Religion
Ritterleithen ist evangelisch-lutherisch geprägt und nach St. Martin (Harsdorf) gepfarrt.